# Єрузаль (Мінський повіт)
Єрузаль (пол. Jeruzal) — село в Польщі, у гміні Мрози Мінського повіту Мазовецького воєводства.
Населення — 330 осіб (2011).
У 1975—1998 роках село належало до Седлецького воєводства.

## Демографія
Демографічна структура станом на 31 березня 2011 року:
|          | Загалом | Допрацездатний вік | Працездатний вік | Постпрацездатний вік |
| -------- | ------- | ------------------ | ---------------- | -------------------- |
| Чоловіки | 164     | 25                 | 121              | 18                   |
| Жінки    | 166     | 26                 | 94               | 46                   |
| Разом    | 330     | 51                 | 215              | 64                   |